# カール・レーマン
カール・ウィルヘルム・ハインリヒ・レーマン（Carl Wilhelm Heinrich Lehmann、1831年11月28日 - 1874年4月21日）は、ドイツの造船技術者、貿易商（武器商人）。レーマン・ハルトマン商会経営者。プロイセン王国に属するオルデンブルク大公国出身。

## 生涯
オルデンブルクで高等司法顧問官を務めていたアレクサンダー・アドルフ・レーマンの長男（第二子）として生まれた。母の名はルイーズ（旧姓・ムック）。姉にヨハンネ、弟にアルバート、ペーター、ルドルフ。
若い時から叔父のいるアメリカ合衆国メリーランド州ボルチモアの造船所で働き、後にオランダ・ロッテルダムの造船所に移る。1861年（文久元年）、オランダ東インド会社を通じて長崎の出島に渡り、造船技術を指導するが、1865年（慶応元年）に勤めていた立神軍艦打立所が建設を前にして閉鎖し、それに先立って3年の契約期間満了に伴い、契約更新を許可されず失職。「カル・セットメン」という偽名を用いて幕府に対して異議を申し立てているが、却下されている。
その後は商人に転身し、長崎や横浜を拠点としながら長州藩、熊本藩、広島藩、鳥取藩などと銃や汽船などの取引を行っている。1866年（慶応2年）10月、オスカー・ハルトマンとレーマン・ハルトマン商会を創業。長崎では、幕臣・勝海舟や会津藩士・山本覚馬と交流している。
1867年（慶応3年）1月、会津藩と撃針銃の取引のため、山本覚馬や中沢帯刀とともにまだ外国人の遊歩が禁じられていた兵庫に急病と偽って上陸。藩家老・田中玄清に撃針銃（ツンナール銃）の見本を提出し、5月4日、1,300挺（うち300挺は桑名藩の分）の小銃の注文を受け、日本に在庫のあった300挺を引き渡した。
1867年6月に紀州・会津両藩との取引契約履行のためプロイセンに帰国し、シャウムブルク＝リッペ侯国のビュッケブルクで銃を調達、紀州藩用の3,000丁とあわせて日本に到着した4,300丁は紀州藩に引き渡された。同時に娘・オトキを渡欧させて洗礼を受けさせて自らの子との認可を受け、また故郷の学校へと預け入れている。またこの時、日本人初のドイツ留学生・小松済治が同道しており、カール・ケッペンを紀州藩に紹介しており、後の津田出による紀州藩の改革に益した。
1868年（明治元年）秋に長崎に戻る。その後、大坂と兵庫にレーマン・ハルトマン商会の事務所を移転。京都府の顧問になっていた山本覚馬と再会して協力し、弟のルドルフを覚馬に紹介した。その後もレーマン兄弟は、覚馬の振興策に貢献した。1873年秋にオルデンブルクに戻り、1874年4月21日、42歳で死去。

## 逸話
- 山本覚馬の妹・新島八重が戊辰戦争で使用したというスペンサー銃は、レーマンから譲り受けたものであった。

## 家族
来日後、日本人女性・Kija Eakiと結婚。娘にルイーズ・シャルロット・オトキ（1864年生）がいる。なお妻とは間もなく死別している。おなつという名の日本女性との間にカーラ・ジュリー・コイネ（1869-1941）という娘ももうけた。